# Saint-Léger, Pas-de-Calais
Saint-Léger là một xã ở tỉnh Pas-de-Calais, vùng Hauts-de-France, Pháp.

## Địa lý
Saint-Léger lies 10 dặm (16 km) về phía nam Arras, tại giao lộ của các tuyến đường D12, D9 và D36E.

## Dân số
| 1962                                                         | 1968 | 1975 | 1982 | 1990 | 1999 | 2006 |
| ------------------------------------------------------------ | ---- | ---- | ---- | ---- | ---- | ---- |
| 445                                                          | 447  | 422  | 413  | 392  | 393  | 413  |
| Số liệu điều tra dân số từ năm 1962, dân số chỉ tính một lần |      |      |      |      |      |      |

## Địa điểm nổi bật
- Nhà thờ St.Leger được xây lại sau đệ nhất thế chiến.